# Гранд-Кассе
Гранд-Кассе (фр. Grande Casse) — гора в Європі, висотою — 3855 метрів. Найвища вершина Вануазького масиву у Грайських Альпах, департамент Савоя, Франція.

## Географія
Гора розташована у самому центрі національного парку Вануаз, недалеко від села Пралоньян-ла-Вануаз, яке знаходиться приблизно за 25 км на південний схід від найближчого міста Мутьє. Вона має крутий північний схил висотою до 600 м. Інші схили гори більш пологіші, складені переважно зі старих, вивітрених порід. Високий хребет довжиною в 3,5 км, з'єднує гору з сусідньою вершиною Гранд-Мотт (3653 м). Цей хребет, є вододілом між долиною Тарантез — на півночі та долиною Маврієн — на півдні.
Адміністративно вершина розташована на сході департаменту Савоя, у південно-східній Франції, за 26 км на захід від кордону з Італією та за 48 км на південь від гори Монблан (4808 м).
Абсолютна висота вершини 3855 метрів над рівнем моря. Відносна висота — 1305 м, з найвищим сідлом у 2550 м, яке розташоване поблизу гірського перевалу Коль-дель-Ніволет (2641 м). Топографічна ізоляція вершини відносно найближчої вищої гори Гран-Парадізо (4061 м), яка лежить на сході — північному сході — становить 36,37 км.

## Підкорення та маршрути

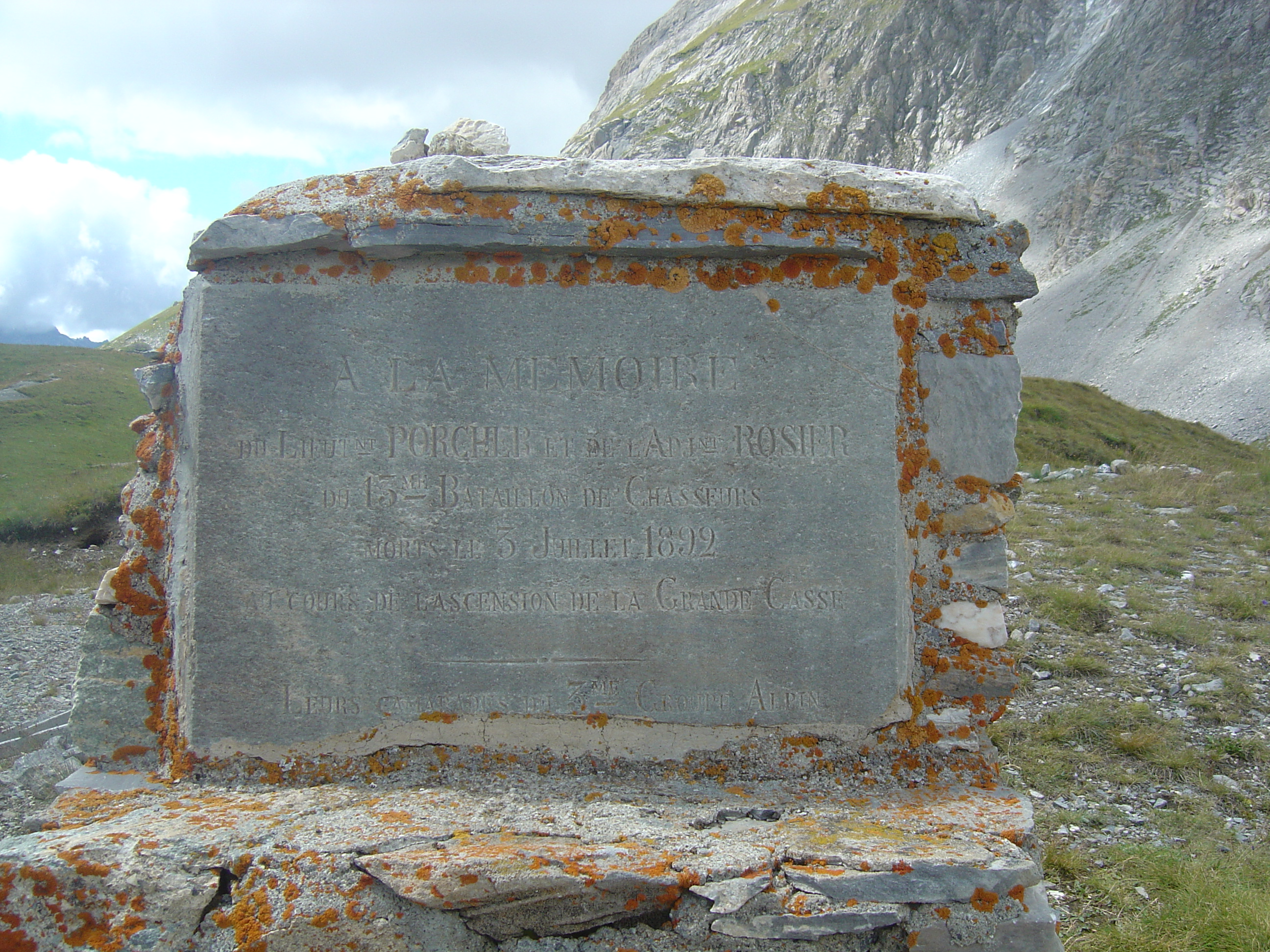
Пам'ятник на перевалі Коль-де-ла-Вануаз загиблим у 1892 році альпійським мисливцям

Перше підкорення гори було здійснено Вільямом Матеусом разом з керівником Мішелем Крозом та Етьєном Фавром через південно-західний схил 8 серпня 1860 року. Північним схилом вершину було піднято 6 серпня 1933 року італійцями Альдо Бонакосоні та Л. Бінагі.
Незважаючи на значну висоту, Гранд-Кассе  має порівняно простий та звичайний маршрут підйому на вершину. Альпіністи зазвичай починають підйом з льодовика Лас-Ґрандс-Коулоірс і піднімаються по південно-західній стороні гори. Північні схили є екстремальним місцем для лижного спуску.
Базовий табір «Фéліx Фауре», що використовується для звичайного маршруту підйому, знаходиться на гірському перевалі Коль-де-ла-Вануаз на висоті 2516 м.

### Основні маршрути підйому
Тут приведено загальний огляд найпоширеніших маршрутів підйому на вершину:
- Нормальний маршрут, «Лас-Ґрандс-Коулоірс» (PD, 400 м з градієнтом підйому близько 40°), зазвичай користуються лижники та альпіністи.
- Малий Північний підйом (AD, 600 м при 45-50 °С).
- Ущелина Мессіми (AD, 45-50 °).
- Північний підйом «Італійська ущелина» (D, 800 м при 55-60°).

## Галерея

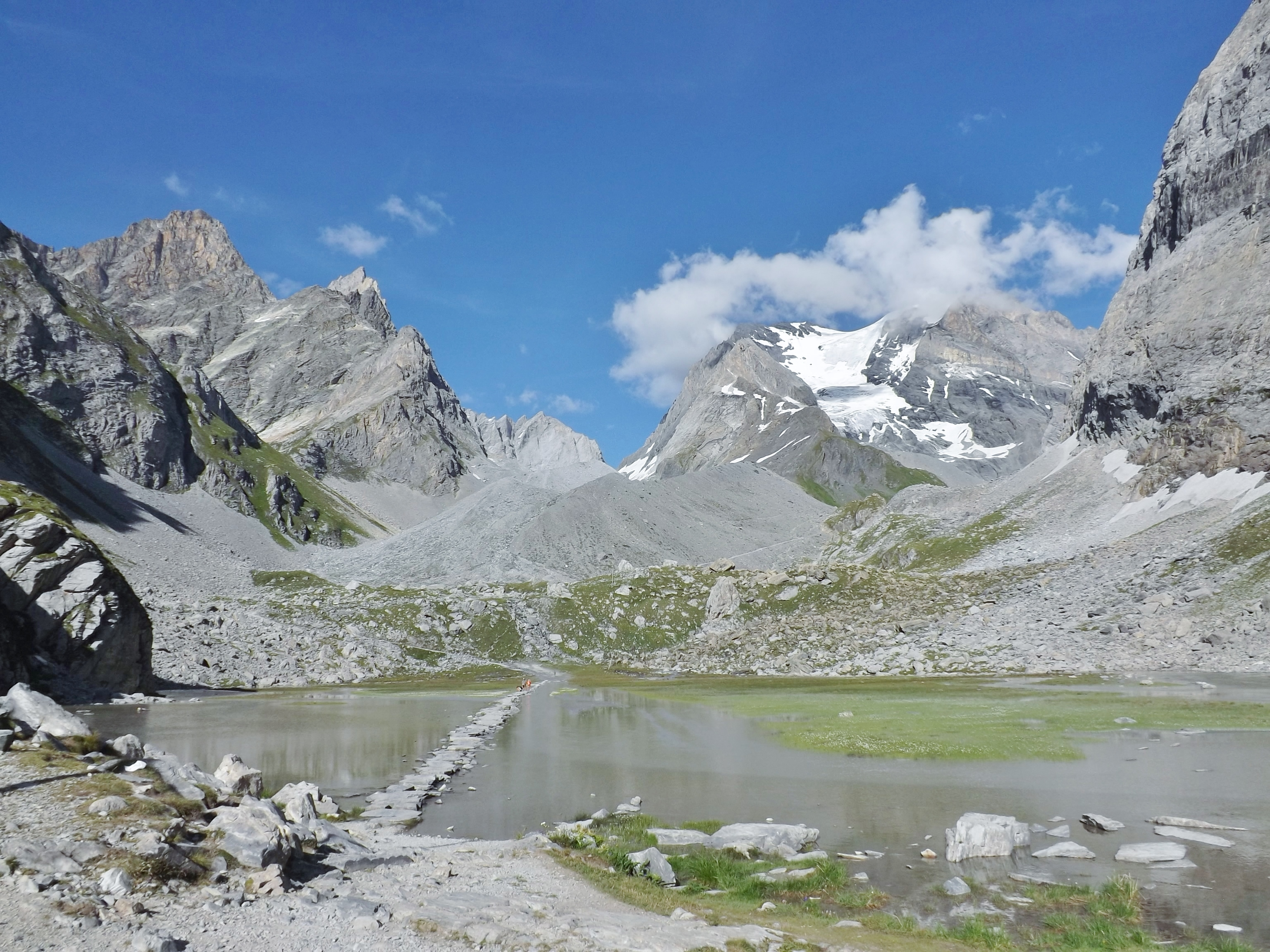
Вид на озеро Лаке-де-Вачес та Гранд-Кассе (на задньому плані)
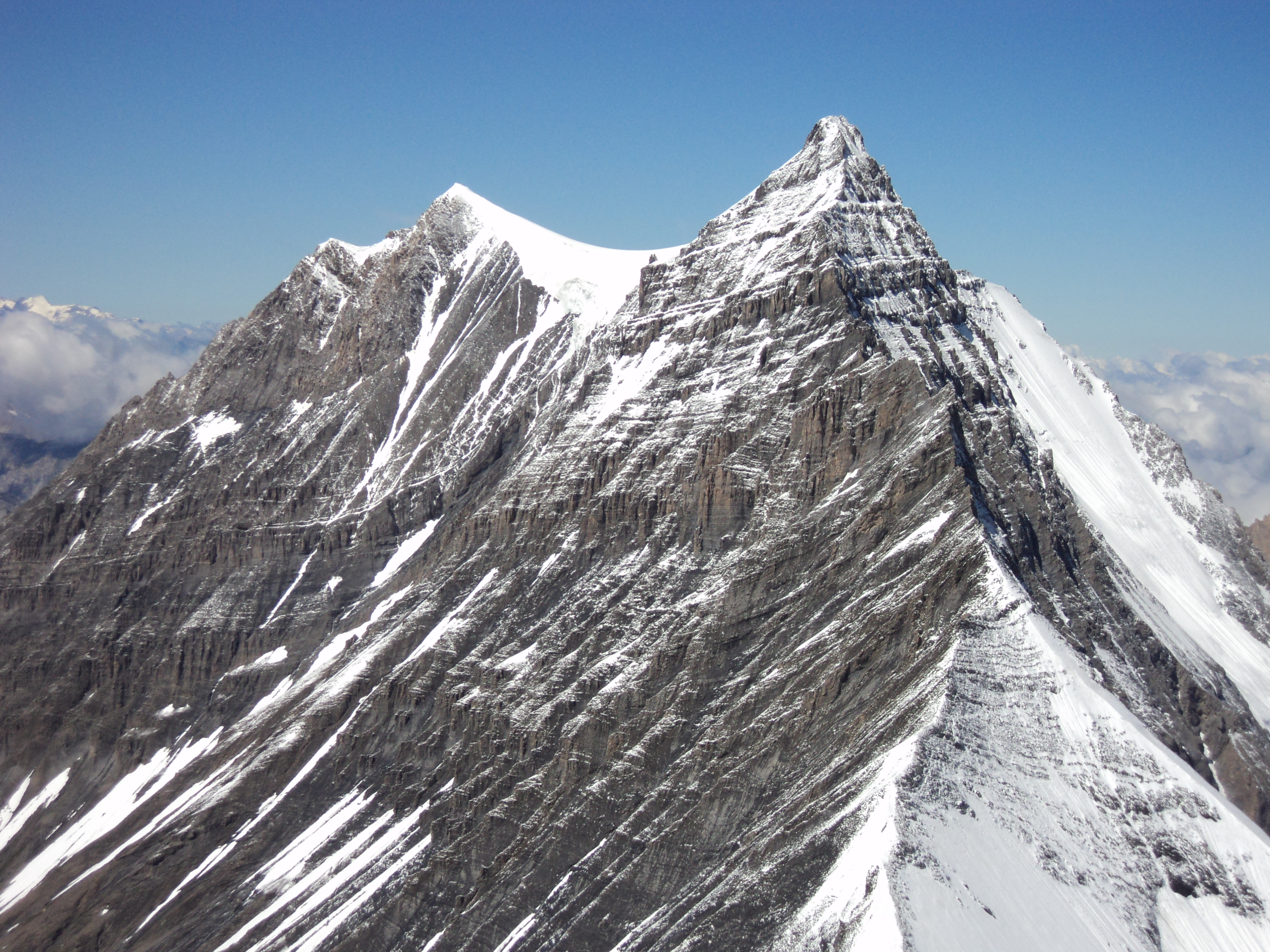
Гранд-Кассе, вид з Гранд-Мотт
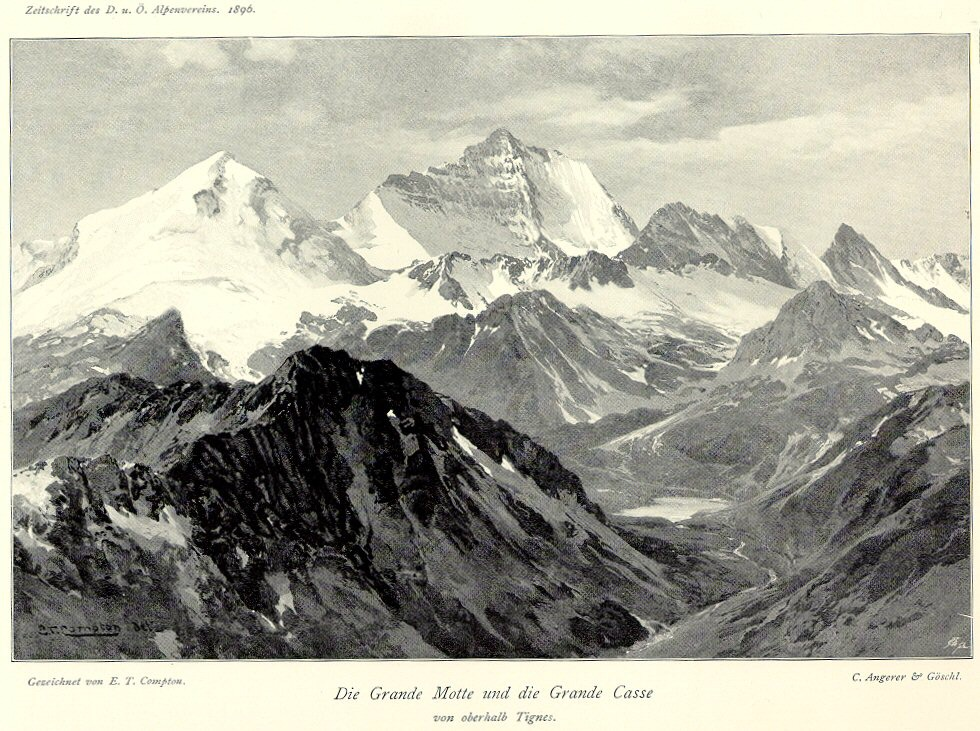
Гранд-Кассе (в центрі) та Гранд-Мотт (ліворуч)